# Europe 1
Ne doit pas être confondu avec Europa 1.
Europe 1, initialement Europe no 1, est une station de radio généraliste française privée de catégorie E, créée en 1955 en tant que radio périphérique par Charles Michelson et Louis Merlin. Ses revenus proviennent principalement de la publicité. Longtemps deuxième radio de France en termes d'audience derrière RTL, la station Europe 1 connaît une chute d'audience progressive entre 1987 et 2016 puis encore plus marquée les années suivantes, l'amenant à descendre jusqu'en huitième position en part d'audience au début des années 2020, sous la direction du groupe dirigé par Arnaud Lagardère.
À partir de 2021, la radio effectue un rapprochement avec le groupe Vivendi contrôlé par Vincent Bolloré dont l'influence sur la ligne éditoriale est jugée grandissante, traduisant un virage éditorial à droite voire à l'extrême droite,,. Cette stratégie se concrétise notamment par la diffusion conjointe par la station et par la chaîne d'informations CNews de plusieurs émissions telles que Punchline avec Laurence Ferrari, L'Heure des Pros avec Pascal Praud ou Le Grand Rendez-vous avec Sonia Mabrouk.

## Historique

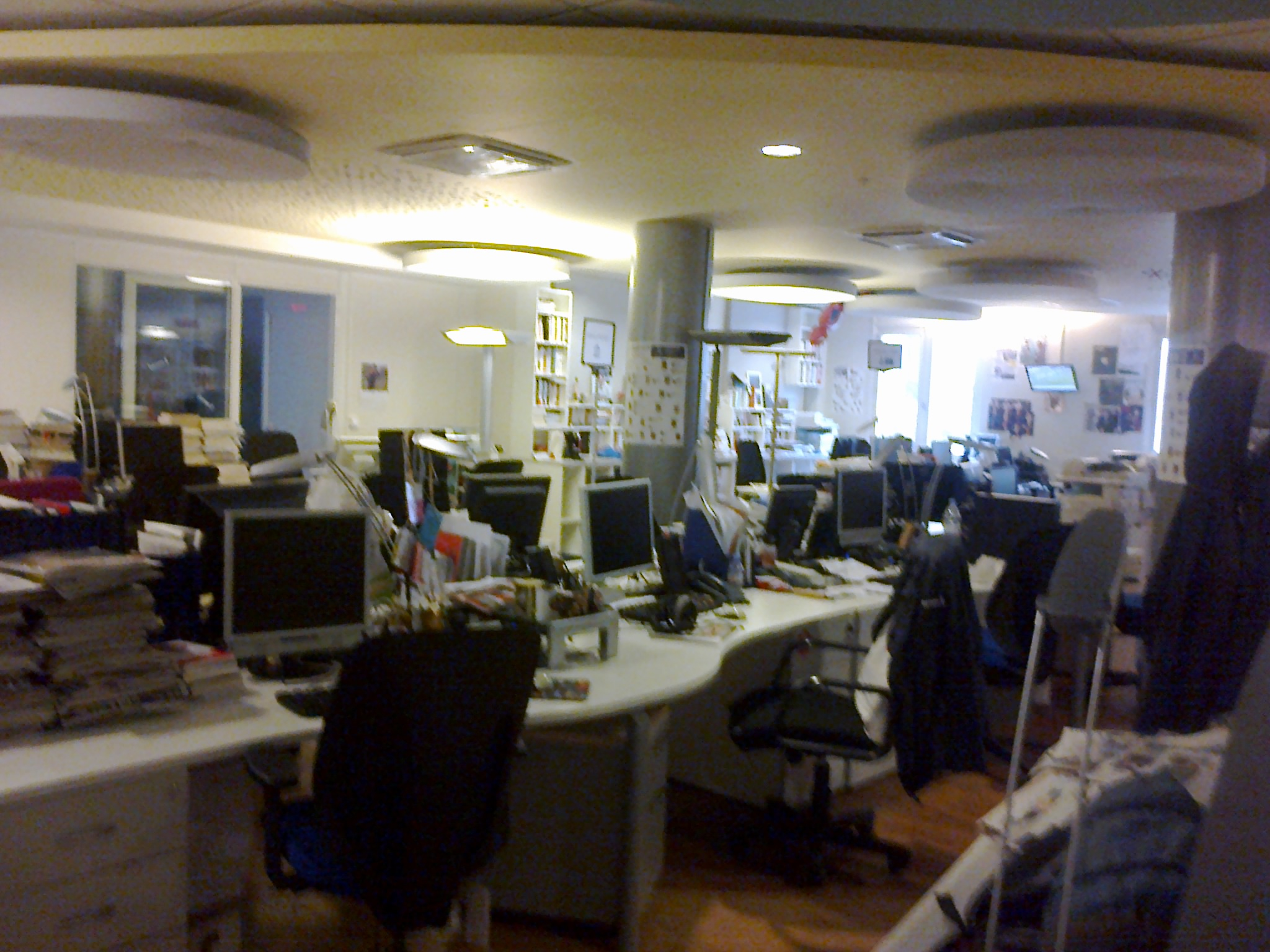
La rédaction d'Europe 1 en 2014.

### 1939 - 1952: les origines, un investisseur
L'origine de la station remonte à l'immédiat après-guerre en 1945, lorsque le financier Charles Michelson veut poursuivre ses investissements dans le secteur de la communication. Bénéficiaire en 1939 d'une concession pour exploiter une radio à Tanger, alors zone internationale, Michelson rachète la petite Radio Tanger pour en faire Radio Impérial, voix de la France pour son empire colonial. Au cours de la Seconde Guerre mondiale, Michelson doit céder cette radio au gouvernement de Vichy.
En 1945, le gouvernement français instaure un monopole d'État de la radiodiffusion et de la télévision à travers la Radiodiffusion française. L'auditeur peut cependant écouter trois stations de radio privées à l'étranger, Radio Andorre, RMC et Radio-Luxembourg. Michelson, en dédommagement de Radio Tanger, veut obtenir Radio Andorre mais l'opération, qui déchaîne les passions du monde journalistique et politique, n'aboutit pas. Il obtient alors en compensation 98 millions de francs, ainsi que, pour une durée de cinq ans, la fréquence en ondes courtes de Radio Monte-Carlo, majoritairement détenue par la Sofirad et de fait par l'État français. Mais ces ondes courtes ne bénéficient d'aucune écoute de masse. Aussi Michelson réussit à transformer, le 22 octobre 1949, cette concession en une option pour l'exploitation financière de la chaîne de télévision Télé Monte-Carlo, dans la principauté, grâce à une décision du ministre concerné sur le départ, François Mitterrand. Il crée à cette fin la société de droit monégasque Image et Son, avec l'appui de la Société monégasque de banques et de métaux précieux.

Localisation de la Sarre en violet (la RFA est en bleu, la RDA est en rouge et Berlin-Ouest en jaune).

Poursuivant ses investissements, Michelson prépare en secret le lancement de Télé-Sarre et de la radio périphérique Europe No 1. En 1952, le monopole de la télévision et de la radiodiffusion dans le protectorat français de la Sarre, indépendant de la République fédérale d'Allemagne (RFA), est attribué à M. Michelson et à sa société. En contrepartie de la création d'une chaîne de télévision germanophone régionale baptisée Télé-Saar, il obtient des autorités sarroises la concession d'un émetteur de forte puissance pour une « périphérique », échappant au monopole français de la radiodiffusion. Il regroupe ses radios et télévisions dans la holding Image et Son. Pour la diffusion, un émetteur est construit en Sarre, près de Sarrelouis, sur le plateau du Felsberg qui, d'après des études des techniciens du IIIe Reich faites à la demande d'Hitler, serait le meilleur endroit pour couvrir toute la France (voir Émetteur de Felsberg-Berus).

### 1952 - 1955: origine du nom, premières équipes, premières émissions
Pour concevoir les programmes de la nouvelle station périphérique, Michelson recrute Louis Merlin, artisan du succès de Radio Luxembourg.

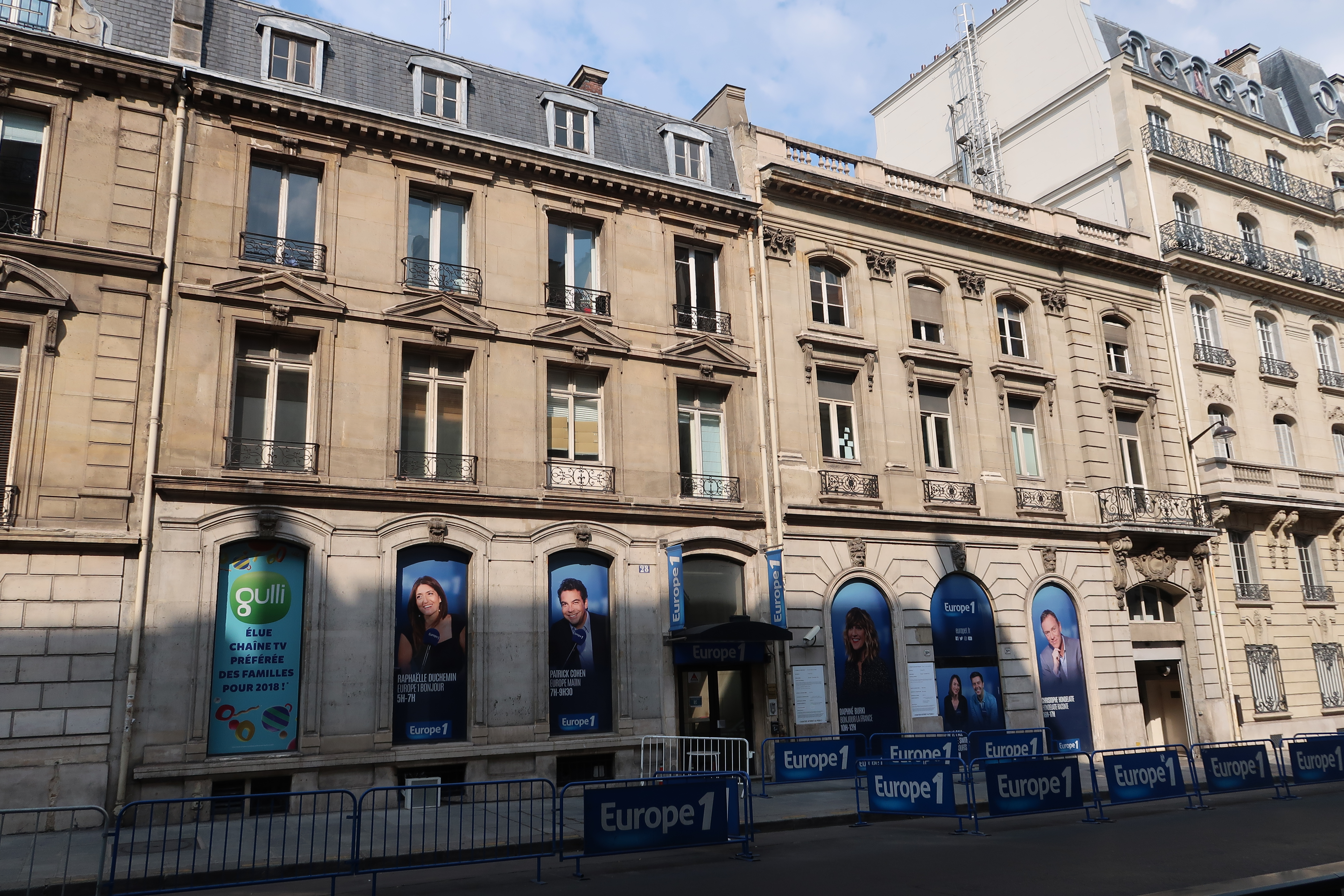
Ancien siège entre 1952 et 2008, rue François-Ier.

Il embauche également Pierre Sabbagh, le créateur du journal télévisé français, pour diriger la rédaction et Pierre Delanoë pour diriger les programmes de la station qui privilégient alors la musique pop. Europe no 1 s'installe au 26 bis rue François Ier à Paris, dans les anciens studios de Voice of America.
La station prend le nom d'Europe no 1 sur une idée de Louis Merlin, ainsi que celui-ci l'indique dans ses mémoires : « On m'a souvent demandé comment et pourquoi j'avais choisi ce nom. Les causes en sont multiples et simples. Lorsqu'à la fin de 1953 je rêvai à un avenir nouveau et à la possibilité de créer une station nouvelle (que je croyais alors devoir être de télévision), je pensais qu'il fallait adopter un nom différent des autres, qui tournaient tous autour de Radio ou Télé-quelque-chose. De plus, cette station idéale devait être dans mon esprit le premier poste « européen ». Enfin, cela ne me déplaisait pas d'annoncer qu'il serait « No 1 ». Les expressions « le premier », « le meilleur », « le plus grand », etc., portent toujours sur le public ».
Pour attirer de nouveaux annonceurs publicitaires, Louis Merlin pense que la station doit séduire une « foule indécise et indéfinie qui souhaite autre chose que la facilité populaire de Radio Luxembourg (RTL) et la pompe de la RTF » et décide que la station doit prendre le contre-pied de Radio Luxembourg sur les aspects suivants :
- attitudes des speakers ;
- impression sonore de la publicité ;
- place de l'information ;
- attitude des journalistes dans les bulletins d'information ;
- importance donnée à la thématique sociale ;
- le direct dans les journaux d'information ;
- style des passages musicaux.

La première émission, expérimentale, a lieu le 1er janvier 1955 à 6 h 30 et commence par « Bonjour l'Europe ! » dit par Micheline Francey, on y diffuse une chanson de Gilbert Bécaud, mais elle doit s'interrompre 30 minutes plus tard car elle perturbe d'autres émetteurs, notamment le radiophare de l'aéroport de Genève. Durant les jours suivants, Europe no 1 change plusieurs fois de fréquence, brouillant l'émission d'autres stations européennes qui protestent. Ainsi, le 8 janvier, Radio Luxembourg est parasitée et bien qu'elle-même ne bénéficie alors d'aucune autorisation officielle, entend protester vigoureusement. Ces difficultés font connaître la station auprès du grand public grâce aux journaux qui y consacrent de nombreux articles. Quasi inaudible et sans ressources, la station fait appel au soutien financier de ses auditeurs qui en huit jours, la sauvent de la disparition en lui faisant parvenir 19 millions de Francs par la poste.
Il faut attendre le 3 avril 1955 pour que la station Europe no 1, reprenne l'ancienne fréquence de Radio Paris, proche de celle (185 kHz) du Deutschlandsender de la R.D.A. orientée vers l'est, en se fixant sur 1 647 m grandes ondes (182 kHz) depuis un émetteur de 400 kW situé sur le plateau du Felsberg, près de Sarrelouis (Saarlouis) en Sarre alors sous protectorat, ce qui lui donne la liberté de disposer à son gré de l'attribution de fréquences de radio-télévision.
Les premiers animateurs de la station sont Roger Duquesne, Robert Marcy, Guy Vial, Jean-François Mansart, Maurice Gardett et Anne-Marie, Éric Lipmann, Roméo Carles et Maurice Biraud.
Les informations sont confiées à Maurice Siegel, ancien rédacteur en chef de Paris-Presse l'Intransigeant (sous la direction de Pierre Lazareff) assisté de Jean Gorini. De futures signatures renommées comme celles de Jacques Paoli, André Arnaud, Albert Ducrocq ou Michel Anfrol y font leurs débuts.
Pierre Laforêt, journaliste et producteur, dirige un groupe de réflexion où travaillent des créatifs comme Jacques Chancel, Pierre Bouteiller, Michel Anfrol, Pierre Bellemare, Jacques Antoine ou Éric Lipmann.
Parmi les programmes qui contribuent à la notoriété d'Europe no 1 dès 1955, figure l'émission « La question » consacrée à la torture en Algérie, un sujet refusé par les stations et chaînes publiques. La situation de l'émetteur en Sarre lui garantissant une certaine indépendance pour parler de cette actualité taboue, à l'instar de sa concurrente directe Radio Luxembourg.
Dès 1956, Pierre Bellemare et Jacques Antoine amorcent une idée qui va devenir l'émission mythique, « Vous êtes formidables ! ». La première émission est consacrée au sauvetage de l'association « Jeunesses Musicales de France », retrouvant un équilibre financier grâce aux dons des auditeurs. Juste après, l'opération « Cœurs d'Enfants » permet de récolter, en 24 heures, avec ses parrains que sont Raymond Savignac, Eugène Schueller, Claude Chapeau et Robert-Charles Sainson »., des fonds suffisants pour créer un hôpital spécialisé dans les maladies cardiaques infantiles.

### 1955 - 1959: reprise en main par l'État
En septembre 1955, Sylvain Floirat est appelé par le gouvernement français pour reprendre la société Europe no 1, dont le sort incertain consécutif aux premières difficultés de la station, déclenche un débat polémique à l'Assemblée nationale. Michelson cède l'entreprise qu'il a créée à la future Sofirad, pour une somme estimée comme considérable pour l'époque, soit 245 millions de francs. L'État en devint propriétaire au mois de juillet 1956. Une régie publicitaire, Régie no 1, est créée en 1960. Toutefois en 1962, après le succès remporté par la station, Michelson tente de renégocier cet accord auprès des tribunaux, en vain. La polémique qui s'ensuit atteint le sommet des États français et monégasque. La presse relate alors ces péripéties dont un article des quotidiens Le Monde daté du 27 janvier 1962 et Le Figaro, le jour suivant.
En 1959, les difficultés financières de la station entraînent un retrait d'actionnaires. L'État en profite pour prendre le contrôle d'une partie du capital (35,76 %) de la société par l'intermédiaire de la SOFIRAD.

### 1959 - 1974: nouveautés journalistiques, modernité
La naissance de la station coïncide avec l'apparition de trois inventions qui engendrent une influence significative sur son style : le Nagra (magnétophone portable procurant une plus grande souplesse d'intervention et d'autonomie aux reporters), le transistor qui favorise l'écoute individuelle de la radio en déplacement notamment, celle des jeunes ainsi que le disque microsillon lequel permet de substantielles économies pour la rediffusion d'œuvres musicales en grande qualité, sans parler du radio-cassette, au début des années 1960.
Maurice Siegel modifie sensiblement le style des journaux parlés, permettant à Europe no 1 d'acquérir une certaine réputation dans le domaine de l'information. Il crée les premiers flash infos, met fin aux speakers, les journalistes venant eux-mêmes présenter leurs papiers. Il fait également évoluer les journaux parlés de l'information pure vers les magazines et développe la pratique du radio-reportage.
Parmi les premières émissions à succès d'Europe no 1, on compte « Pour ceux qui aiment le jazz » et le « café de l'Europe » (1955), « Signé Furax » et « Vous êtes formidables » (1956), ou encore « Salut les copains » et « La Coupe des reporters » (1959).
Lors des événements de Mai 68, le journaliste Julien Besançon assure pour la station la couverture en direct des affrontements parisiens entre étudiants et forces de l’ordre et des premières nuits de barricades au Quartier latin. D'autres reporters de la station sont également sur le terrain : Fernand Choisel, Gilles Schneider, François Jouffa. Europe no 1, alors surnommée par certains « Radio Barricades », est accusée par les autorités de donner une version trop favorable aux manifestants des événements de mai 68. Le ministre de l'Intérieur, estimant que les reportages en direct des radios périphériques (dont Europe no 1) créent un danger pour l'ordre public, interdit l'usage des voitures émettrices durant plusieurs jours. Sur ordre de Matignon, le ministre de l'Intérieur fait également couper les fréquences des stations périphériques pour contrer la diffusion en direct des manifestations. Plusieurs journalistes jugés trop engagés sont licenciés l'année suivante, à l'instar des antennes radio et télévision du service public.[réf. souhaitée]
En 1974, le nouveau président de la République Valéry Giscard d'Estaing et son Premier ministre Jacques Chirac, accusant la radio de « persifler », poussent le directeur Maurice Siegel et plusieurs autres dirigeants à la démission.

### 1974 - 1986: ère de l'information, concurrence de la FM, privatisation
En 1974, Jean-Luc Lagardère reprend donc en main la société et devient directeur général, assisté d'Étienne Mougeotte, directeur d'antenne. À partir de 1976, la radio parvient en tête des sondages d'audience, devant RTL puis France Inter. Durant ces années 1970, Europe No 1 est alors la grande station de l'information, avec ses flashes et ses journaux présentés par André Arnaud (Europe Midi et Europe Soir), ses signatures journalistiques (Jean-Claude Dassier, Guillaume Durand, Olivier de Rincquesen, Jean-François Kahn, Jean-Pierre Joulin…) et ses correspondants ou envoyés spéciaux (François Ponchelet, Alexandre Fronty, Patrick Meney) présents sur tous les points chauds du monde.
Après l'élection de François Mitterrand en 1981, Étienne Mougeotte est amené à démissionner. La gauche met en place la nouvelle direction et s'immisce dans les choix éditoriaux de la radio, à l'instar du pouvoir précédent. Les radios privées désormais autorisées sur la bande FM ponctionnent une partie de l'audience d'Europe 1 qui amorce alors son déclin. Philippe Gildas prend la tête de la direction de l'antenne. Sont créés le Top 50 et de nouvelles émissions insolentes, comme « Radio Libre à… » animée par François Jouffa et Viviane Blassel, parmi lesquelles le rendez-vous animé par Coluche. Toutefois, l'ensemble des radios généralistes voient fondre leur audience face aux radios FM et face aux émissions télévisées de plus en plus efficaces[Lesquelles ?].
Le 30 mars 1983, Europe no 1 change officiellement de nom et devient Europe 1 (même si le nom Europe 1 est utilisé à l'antenne depuis la fin des années 1960).
À compter de 1984, apparaît une nouvelle chaîne télévisée privée, Canal+ : le paysage audiovisuel, limité à trois chaînes avant cette date, va se modifier dans les années qui suivent, accentuant la concurrence sur le plan de l'information et du divertissement.
Le 3 avril 1986, la Sofirad vend à Jean-Luc Lagardère et à sa société Hachette sa participation de 34,9 % dans Europe 1. La radio est ainsi complètement privatisée.

### 1987 - 1996: chute de l'audience

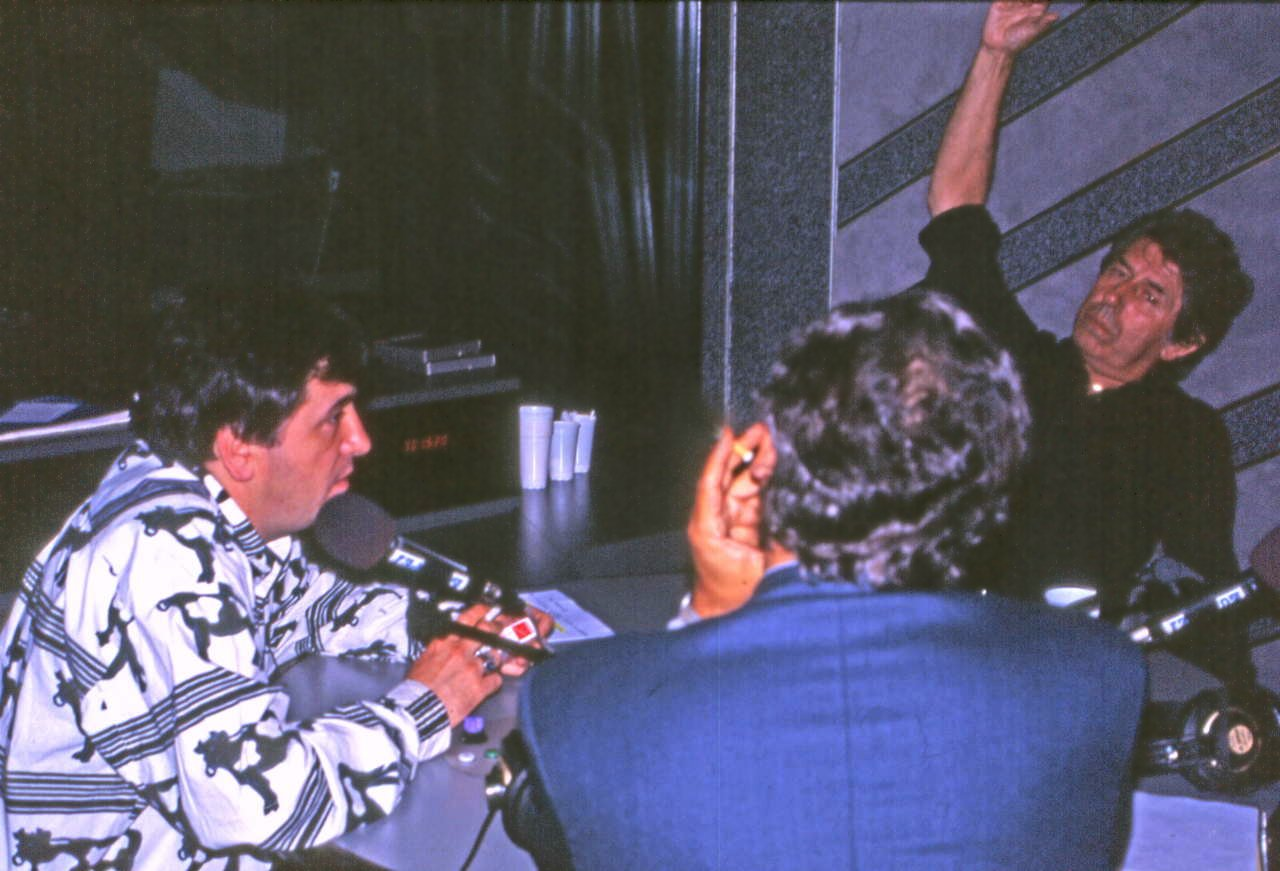
Jean-Yves Lafesse à gauche et Philippe Gildas à droite, dans un studio de la station en juin 1993.

Depuis le milieu des années 1980, le média radio et les grandes stations traditionnelles, d'une manière générale, connaissent un déclin sensible en termes de part d'audience.
La station Europe 1 connaît un plus fort déclin encore lors de la saison 1994-1995. D'après les mesures de Médiamétrie, Europe 1 passe sous la barre des 10 % d'audience entre avril et juin 1995, passant derrière France Info (lancée en 1987). La station parvient à remonter à 10,1 % entre novembre et décembre 1995 , mais recule à 9,5 % au premier trimestre 1996.

### 1996 - 2010: recentrage sur l'information
Sur fond de crise, Jérôme Bellay, le créateur de France Info, devient directeur général de l'antenne en juillet 1996. Sous sa houlette, la station met en place un format « News et Talk » et réduit considérablement les émissions musicales (notamment Vinyl Fraise par François Jouffa, le Top de Marc Toesca et Les classiques d'Europe 1 par Philip de la Croix) de divertissement et de jeux (Gérard Holtz, Jean Roucas, Pascal Brunner, François Jouffa et Arthur sont remerciés). La nouvelle programmation alterne tranches d'information et interactivité avec les auditeurs. Par ailleurs, le célèbre carillon marquant les heures de la station est changé et la diffusion se fait désormais en voie monaurale.
En novembre-décembre 2000, la station, au meilleur de sa forme, est écoutée par 5,5 millions de personnes.
En juin 2004, Europe 1 compte 192 fréquences à travers la France.
Le 8 avril 2005, Arnaud Lagardère, président-directeur général de Lagardère Active, pôle audiovisuel de Lagardère SCA, nomme Jean-Pierre Elkabbach directeur général de l'antenne d'Europe 1, en remplacement de Jérôme Bellay et administrateur de Lagardère Active Broadcast.
La rentrée 2005-2006 est marquée par un nouveau logo, un nouveau slogan (« Parlons-nous ! ») et un nouvel habillage sonore, qui s'accompagne d'une légère modification du fameux carillon, emblème de la station.
Le 18 juin 2008, Alexandre Bompard, directeur des sports de Canal+ depuis 2005, devient président de la station et de sa filiale Sport, à la place de Jean Pierre Elkabbach. Ce dernier, qui conserve son interview quotidienne ainsi que son interview dominicale sur Europe 1, prend alors la tête de Lagardère News, le nouveau pôle de coordination des médias de Lagardère SCA. Alexandre Bompard modifie considérablement l'équipe et la grille des programmes. Il renforce le sport à l'antenne avec notamment des émissions sportives de 15 h à 23 h chaque week-end. Pour diriger les sports, il compte sur Thierry Clopeau, assisté de Laurent Jaoui, tous deux venus de France Télévisions.
La station gagne des auditeurs et dépasse dès novembre 2008 le cap des 5 millions d'auditeurs chaque jour selon Médiamétrie.
Pendant la présidence de Nicolas Sarkozy, Europe 1 est parfois surnommée « radio Sarko » en raison de sa proximité avec le pouvoir politique.

### 2009 - 2016: des mutations en permanence
La rentrée 2009 marque un changement de position pour la radio, qui renoue avec une grille plus généraliste. Pour accompagner cette évolution, un nouveau slogan est adopté : « Bien entendu ». En mars 2010, Alexandre Delpérier est mis à pied pour avoir présenté une conférence de presse de Raymond Domenech et de Thierry Henry comme un entretien exclusif et démissionne quelques jours plus tard.
La rentrée 2010 se caractérise par un recentrage sur l'information.
En janvier 2011, après le départ d'Alexandre Bompard fin 2010 et l'annonce de résultats d'audience négatifs, accusant une perte de 500 000 auditeurs en un an, Nicolas Demorand et Marc-Olivier Fogiel annoncent tour à tour qu'ils quittent la station. Denis Olivennes est alors le directeur général d'Europe 1. À la rentrée de septembre 2011, l'animateur de la matinale est remplacé, cette matinale est restructurée, les soirées sont remaniées.
Pour la rentrée 2013, avec la première grille sous la direction de Fabien Namias, la station tente une communication originale avec une campagne de publicité s'inspirant des affiches électorales en prévision des élections municipales de 2014. Le slogan s'adapte en conséquence et devient « Europe 1 réveille les Français ».
À la suite du départ de Laurent Ruquier pour RTL en 2014, Europe 1 connaît à nouveau de grands mouvements sur sa programmation pour la saison 2014-2015.
Le 4 février 2015, Europe 1 fête son anniversaire et ses 60 ans d'existence en faisant venir à l'antenne toutes les grandes voix qui ont fait les riches heures de la station.

### 2016 - 2020: état d'urgence face à la concurrence
Mis en cause simultanément dans deux affaires de mœurs, Jean-Marc Morandini est mis en retrait par la direction d'Europe 1. Cyril Hanouna, dont l'émission Les Pieds dans le plat n'est pas parvenue à surmonter la mauvaise audience après le départ de Laurent Ruquier, quitte également la station. Alessandra Sublet lui succède.
Le 2 janvier 2017, Fabien Namias est remplacé par Richard Lenormand à la direction générale d'Europe 1. En même temps, Jean-Pierre Elkabbach quitte Europe 1. En juin 2017, c'est l'ex directeur adjoint du Parisien, Donat Vidal Revel, qui est nommé à la direction de l'information.
Le sondage Médiamétrie pour la période novembre-décembre 2016 indique qu'Europe 1 est dépassée par Franceinfo et égalée par RMC en termes d'audience cumulée. Une motion de défiance contre la direction, rebaptisée « motion d'état d'urgence », est votée à l'unanimité par le personnel d'Europe 1 Le 20 avril 2017, Arnaud Lagardère prend la présidence d'Europe 1 à la place de Denis Olivennes, recrutant Frédéric Schlesinger le 25 avril. Le 2 mai 2017, Frédéric Schlesinger devient vice-président du pôle FM de Lagardère, regroupant les stations Europe 1, Virgin Radio et RFM. Le 21 juillet 2017, la presse révèle la nouvelle organisation interne autour d'Europe 1, voulue par Frédéric Schlesinger : Emmanuel Perreau est installé comme directeur délégué d'Europe 1, aux programmes et à l'antenne, Nathalie André disparaissant du nouvel organigramme, Jean Béghin, autre débauché de Radio France, est nommé adjoint du pôle radio de Lagardère Active, Donat Vidal est nommé directeur délégué à l'information et Bérengère Bonte est nommée directrice adjointe de la rédaction d'Europe 1. L'arrivée de Patrick Cohen en provenance de France Inter qui succède à Thomas Sotto à la matinale renommée Europe Matin constitue l'un des principaux transferts de présentateurs en 2017. Il devient par ailleurs directeur délégué de la station.
Lors de la saison suivante, Europe 1 signe la plus mauvaise rentrée de toute son histoire, soit depuis sa création en 1955 et se retrouve derrière RTL, France Inter, France Info et RMC. Début 2018, la chute de l'audience se poursuit avec une perte de 810 000 auditeurs en un an, le point noir étant selon Le Figaro la matinale de Patrick Cohen qui fait fuir les auditeurs les plus conservateurs et n'aurait pas attiré ceux de France Inter. Un peu plus d'un an après l'arrivée de Frédéric Schlesinger et la mise en place de son organisation autour de lui, il est remplacé, le 22 mai 2018, par le nouveau vice-président Laurent Guimier, Guy Birenbaum devenant son conseiller.
La chute d'audience se poursuit pendant la saison 2018 - 2019. En janvier 2019, la station enregistre sa treizième baisse consécutive enregistrée par la station malgré l'optimisme de Laurent Guimier. D'autre part, le 18 février 2019, le tribunal des prud'hommes reconnaît le licenciement sans cause réelle et sérieuse de l'ex-directeur de l'information d'Europe 1, Fabien Namias et condamne Europe 1 à lui verser 411 500 euros. Le 17 avril 2019, les chiffres publiés par Médiamétrie sont accablants pour Europe 1. En parallèle, une contestation de plus en plus importante émane de la part des employés de la radio qui préparent une motion de défiance à l'encontre d'Arnaud Lagardère,. Le 18 avril, cette motion de défiance contre Arnaud Lagardère, PDG d'Europe 1, est adoptée lors d'une assemblée générale des salariés. Le 10 mai 2019, Arnaud Lagardère tient à rassurer les salariés d'Europe 1. « On ne vendra pas Europe 1 », assure-t-il avant d'indiquer qu'il compte rencontrer les salariés afin de les rassurer sur ses intentions de relancer la radio,. Le 9 mai, les salariés adressent une nouvelle lettre ouverte à Arnaud Lagardère pour dénoncer « l'absence criante de stratégie » dans un contexte de dégringolade de l'audience,.
Début juillet 2019, le départ de Laurent Guimier est annoncé,. Il est remplacé par Constance Benqué,. Sur la vague avril-juin 2019, Europe 1 n'est plus écoutée que par 2,7 millions de Français, ayant encore perdu en un an près d'un million d'auditeurs. Le 10 septembre 2019, Arnaud Lagardère est présent lors de la conférence de rentrée d'Europe 1. Pour la première fois depuis son arrivée en 2003, le propriétaire de la radio participe à cette conférence où il a réaffirmé son intention de ne pas vendre Europe 1 mais au contraire de poursuivre sa tentative de redressement,.
Le 31 décembre 2019, la station coupe son émetteur historique ondes longues après 64 ans d'émission, pour des raisons économiques.

### 2020 - 2023: poursuite du déclin d'audience et rapprochement avec le groupe Vivendi
Depuis juillet 2020, le groupe Vivendi, détenu par Vincent Bolloré, est devenu le premier actionnaire du groupe Lagardère, propriétaire d'Europe 1.
À la suite de ce rachat, Louis de Raguenel, le directeur de la rubrique Défense et International du journal Valeurs actuelles et ancien cadre de l'UMP est supposé prendre la tête du service politique de la station, ce qui suscite de fortes réactions parmi le personnel. La conférence de presse de présentation de la nouvelle grille est annulée et finalement Louis de Raguenel devient seulement chef adjoint du service politique. Il est annoncé qu'il participe aux conférences de rédaction,.
Vers la fin de la saison, le climat de travail se dégrade de plus en plus : en avril 2021, la direction d'Europe 1 annonce l'ouverture prochaine d'une rupture conventionnelle collective portant sur une quarantaine de postes, notamment à la direction de la rédaction et à celle des technologies,.
Enfin, en juin 2021, le journaliste Victor Dhollande est mis à pied après un accrochage avec une directrice des ressources humaines. Une grève de cinq jours éclate alors, recevant beaucoup de soutien, notamment de la part d'Anne Sinclair, Patrick Cohen, Pascale Clark, etc.
Pendant ce temps, plusieurs animateurs et journalistes ont annoncé leur départ, parmi eux : Patrick Cohen, Julie Leclerc, Laurent Cabrol, Nicolas Canteloup, Sébastien Krebs, Bertrand Chameroy, Eva Roque, Jimmy Mohamed, Émilie Mazoyer, Wendy Bouchard et Julian Bugier (à cause de son arrivée au Journal de 13 heures de France 2). Enfin, Emmanuel Duteil, le chef du service économie-social quitte la station le 1er février 2022.
Le site d'investigation Les Jours révèle par ailleurs un « management très agressif » de la part de la direction de la station, qui provoquerait des crises de panique au sein du personnel.
La grille 2021-2022 est très largement renouvelée avec l'arrivée de nombreuses voix venues du Groupe Canal+ (dont CNews) : Dimitri Pavlenko (précédemment à la tête de la matinale économique de Radio Classique), Laurence Ferrari, Sonia Mabrouk, William Leymergie, Romain Desarbres, Anthony Favalli, Mouloud Achour, ou encore Laurie Cholewa. D'autres animateurs comme Alexandre Le Mer, Bérénice Bourgueil, ou encore Julia Vignali rejoignent également Europe 1.
Ces bouleversements provoquent une chute de son audience : la station comptabilise 2,3 millions d’auditeurs en 2021, en baisse de 448 000 en un an, contre 6,9 millions et en augmentation pour France Inter. Les finances de la radio sont par ailleurs fortement déficitaires, avec des pertes s'élevant à plusieurs dizaines de millions d’euros par an.
La rentrée 2022-2023 amorce en outre une nouvelle vague de départs : Matthieu Noël, humoriste emblématique de la station quitte Europe 1 pour France Inter, mais aussi Julien Pearce ou encore Nicolas Beytout, assurant l'édito politique en partenariat avec le journal L'Opinion.
En octobre 2022, le journaliste politique Victor Chabert, étant chargé de la couverture de l'extrême-droite pendant l'élection présidentielle de 2022 pour Europe 1, est recruté par le Rassemblement national comme responsable des relations presse.
Le 12 juillet 2023, Médiamétrie publie les résultats de la nouvelle vague de sondages d'audience : Europe 1 passe sous la barre des 2 millions d'auditeurs par jour, son plus bas niveau historique qui ne permet à la radio que de se classer au 11e rang, avec à peine 1.963.000 auditeurs.

### Depuis 2024: influence grandissante de Vincent Bolloré sur la ligne éditoriale
À la rentrée 2023-2024, deux arrivées majeures bousculent la grille des programmes : celle de Pascal Praud, qui quitte ainsi RTL après 6 mois d'hésitation entre deux contrats (un du Groupe M6 pour travailler à la fois sur RTL et M6 et un autre de Vivendi pour travailler à la fois sur Europe 1 et CNews) et celle de Sophie Davant, quittant l'animation de l'émission à succès de France 2, Affaire Conclue. Pascal Praud s'installe à la mi-journée et Sophie Davant occupe l'ancienne case de Stéphane Bern entre 16h et 18h. Depuis la rentrée, l'audience marque une progression notable, pour atteindre 2,2 millions d'auditeurs quotidiens en novembre-décembre.
En juin 2024, Cyril Hanouna arrive occasionnellement sur Europe 1 pour une durée de deux semaines afin d'y animer une émission au cours de la campagne des élections législatives de 2024 nommée On marche sur la tête, qui remplace l'émission de Sophie Davant sur la même tranche horaire. L'arrivée de cette émission fait l’objet de nombreuses controverses en raison d'une forte exposition et promotion accordées à l'extrême droite,,. Plusieurs salariés d'Europe 1 dénoncent également l'avènement de l'émission de Cyril Hanouna, décriant une influence de plus en plus grande de la vision du milliardaire conservateur Vincent Bolloré sur la ligne éditoriale de la radio.
Le 19 juin, l'Arcom avertit Europe 1 sur la nécessaire pluralité des prises de parole, en réponse à une surreprésentation importante du parti de droite Les Républicains. L'Arcom met en garde sur « la nécessité de veiller strictement [d'une part, à] traiter avec mesure et honnêteté l'actualité électorale [d'autre part] à assurer une pluralité de points de vue dans les émissions de débats réunissant journalistes et/ou chroniqueurs et/ou invités ».
L'exigence de pluralité est également rappelée aux chaînes de télévision C8 et CNews — qui appartiennent comme Europe 1 au groupe Canal+ détenu par Vincent Bolloré — ainsi qu'à France Télévisions.
Le 27 juin 2024, l'Arcom met en demeure Europe 1 pour « un manque de mesure et d'honnêteté dans les commentaires de l'actualité électorale », constatant que « l’actualité électorale de La France insoumise et du Nouveau Front populaire, coalition des principales forces de gauche, a été traitée de manière systématiquement critique et virulente, en des termes souvent péjoratifs et outranciers » et que « le traitement de l’actualité électorale a été largement univoque, la plupart des invités, dont une grande majorité sont issus du même courant politique, ayant tenu des propos convergents »,.
Le 29 juin 2024, Le Monde publie une enquête chiffrant la surreprésentation de l’extrême droite sur l'antenne d'Europe 1 durcissant son point de vue en pleine période électorale, quand le même journal évoque plutôt l'émergence d'un positionnement de droite conservatrice dans son article du 28 juillet 2021:" Europe 1, des yéyés à la droite conservatrice". Le journal, dont l'article est édité en pleine bataille européenne soutient que la station a converti son programme On marche sur la tête en une émission de propagande politique en pleine période électorale. En outre, les journalistes ont remarqué que de nombreuses minutes de diffusion en direct avaient été discrètement coupées sur son service de rattrapage de l'émission. Ces passages contiendraient des allégations politiques et personnelles susceptibles d'exposer Europe 1 et Cyril Hanouna à des poursuites judiciaires pour diffamation et atteinte à la présomption d'innocence.

## Identité de la station

### Siège
Le siège social historique d'Europe 1 se situe au 26 bis, rue François-Ier dans le 8e arrondissement de Paris jusqu'en 2018.
Le 24 novembre 2018, celui-ci est transféré dans l'ancien siège de Canal+ au 2 rue des Cévennes dans le 15e arrondissement de Paris, près du quai André-Citroën. La station est installée dans le même siège social que Paris Match, Le Journal du Dimanche, RFM et Europe 2,.

### Capital
À la suite du désengagement du Groupe Lagardère de ses activités médias, la branche Lagardère Active est scindée en cinq pôles en 2020, le pôle news regroupant les radios Europe 1, Europe 2, RFM et les titres de presse Le Journal du dimanche et Paris Match. Cette nouvelle entité, dénommée Lagardère News, reste contrôlée à 100 % par Lagardère SCA.
La société Europe 1 Télécompagnie édite et diffuse les programmes d'Europe 1 en étant détenue à 100 % par le groupe Lagardère.[réf. souhaitée]
En 2023, dans le cadre de l'OPA de Vivendi sur le groupe Lagardère, Europe 1 et les autres radios du groupe; Europe 2 et RFM sont regroupées dans une Société en commandite par action (SCA) dénommée Lagardère radio. Arnaud Lagardère en est le gérant et le garant de l'indépendance vis à vis de Vivendi. Ce changement est soumis et validé par l'Arcom sous de nombreuses conditions.

### Studios
Europe 1 dispose de cinq studios dit « antenne », désignés par le nom de personnalités ayant marqué la station. Il y a deux studios principaux : le studio « Jean-Luc Lagardère » et le studio « Coluche » et deux studios publics : le studio « Louis Merlin » et le studio « Pierre Bellemare ».
Le studio Merlin et le studio Bellemare sont devenus des studios de télévision, ce dernier est utilisé par les émissions Punchline et Le grand rendez-vous diffusées en simultané sur CNews et Europe 1.
Depuis le décès de Pierre Bellemare, grande figure de la station, la direction a décidé de baptiser son grand studio public (jusqu'à présent appelé Espace) en son nom pour lui rendre hommage. L'inauguration de ce studio s'est déroulée le 20 décembre 2018 pendant la matinale de Nikos Aliagas et en présence de son fils, Pierre Dhostel, ainsi que de Franck Riester, alors ministre de la Culture. Ce studio comprend un auditorium d'une centaine de places destiné à accueillir des émissions en public.
Il existe également un studio de secours, servant aussi aux enregistrements de podcasts inédits : le studio « Maurice Siegel ».

### Identité graphique (logo)

Logo d'Europe 1
De 1955 à 1965.
De 1965 à 1975 (1re version du 2e logo).
De 1975 à 1990 (2e version du 2e logo).
De 1990 à 2001 (3e version du 2e logo).
De 2001 à 2005.
De 2005 au 23 août 2010.
Du 23 août 2010 au 30 août 2022.
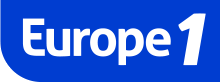
Version alternative, utilisée sur le site internet de la radio, de 2016 à 2020 et la refonte du site de la radio.
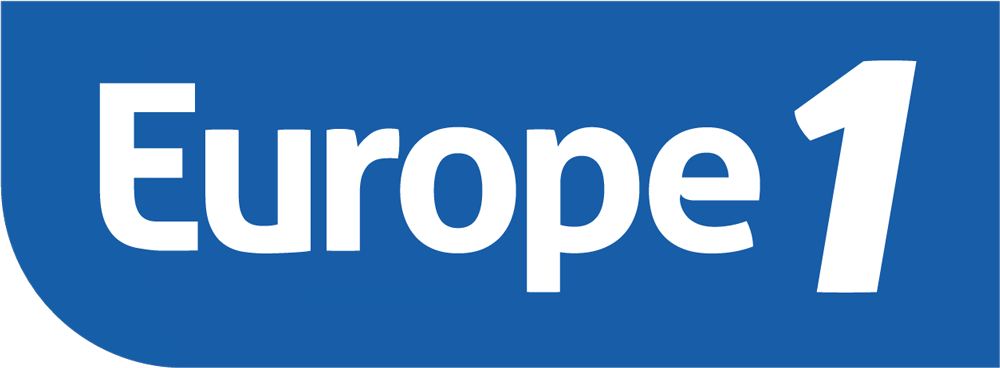
Logo actuel depuis le 1er septembre 2022.

### Slogans

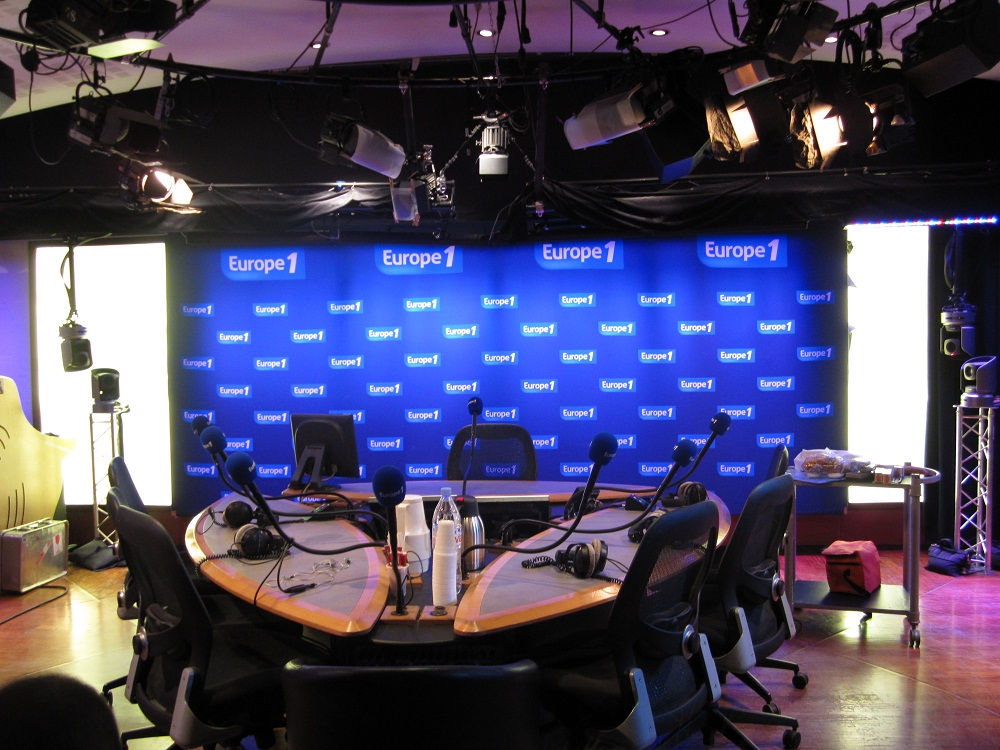
L'ancien studio Louis Merlin, rue François Ier, en 2011.

- 1965 à 1975 : « Je choisis, Europe 1 ! »
- 1975 à 1981 : « Europe 1, c'est naturel. »
- 1981 à 1983 : « Europe 1, la radio libre de choc. »
- 1983 à 1986 : « De grands moments, à chaque instant. »
- 1986 à 1995 : « Europe 1, c'est la pêche. »[99]
- 1996 à 2000 : « A quoi sert l'info si on ne s'en parle pas ? »
- 2000 à 2001 : « Europe 1, c'est bien. »
- 2001 à 2005 : « Europe 1, ça me parle. »[100]
- 2005 à 2009 : « Parlons-nous. »[101]
- 2009 à 2013 : « Europe 1, bien entendu. »
- 2013 à 2014 : « Europe 1 réveille les Français. »
- 2014 à 2016 : « Europe 1 : Un temps d'avance. »[102]
- 2016 à 2018 : « Europe 1, Mieux capter son époque. »[103]
- 2019 : « Europe 1, bien dans son époque. »
- 2019 à 2021 : « Écoutez le monde changer. »[104]
- 2021 à 2024 : « Le pouvoir de l'écoute. »
- depuis 2024 : « La radio libre. »

### Voix antenne
Voix off actuelles
- voix masculine : Patrick Mancini (2016-2021 / depuis 2025) ;
- voix féminine : Catherine Nullans (2018-2019 / depuis 2025).

Anciennes voix off
- Sandrine Vendel (2006-2013) ;
- Hervé Lacroix (2008-2016 / 2021-2023) ;
- Barbara Gateau[105] (2013-2018 / 2019-2025) ;
- Sylvain Agäesse (2023-2025).

### Carillon
« Le Carillon » d'Europe 1, est mis en service en 1955. Il exploite un appareil physique relié à une pendule, qui se déclenche automatiquement chaque heure, sauf cas exceptionnel lors des allocutions du chef de l'État.
En 1996, lors de l'arrivée de Jérôme Bellay à la direction de la station, le Carillon est déclenché uniquement sur commande du technicien pour gagner en souplesse à l'antenne.
Les notes historiques du Carillon en do majeur (sol sol mi / sol mi do) correspondent à l'indicatif d'ouverture d'Europe 1, composé par Raymond Lefebvre.

## Ligne éditoriale
Vincent Bolloré, propriétaire d'Europe 1 à travers le groupe Vivendi, pousse en faveur d'une orientation éditoriale plus à droite, voire à l'extrême-droite, de la station. Dans un ouvrage sur Europe 1, l'historien Denis Maréchal écrit que le milliardaire s’inspire de la croisade ultraconservatrice de Rupert Murdoch. Ce que ce dernier « entreprit aux États-Unis dès 1996 avec Fox News et le New York Post notamment, Vincent Bolloré en a tout simplement dupliqué le modèle deux décennies plus tard en France avec CNews et Europe 1 ».
Le quotidien Libération relève que le directeur de l'information d'Europe 1, Donat Vidal-Revel, décrit comme un « ennemi déclaré des idées de gauche », a donné pour consigne de diffuser le moins possible la parole des syndicalistes lors des mouvements sociaux.
Les journalistes ont pour instruction de mettre en avant des faits de société liés à l’immigration, comme des violences impliquant un migrant. Politiquement, il leur est demandé de ne pas qualifier le Rassemblement national et Reconquête de partis d’extrême droite, mais en revanche d’étiqueter La France insoumise à l’extrême gauche.
Selon La Lettre, l'influence de la vision de Bolloré sur la ligne éditoriale de la radio généraliste s'accélère progressivement au fil du temps. Europe 1 adopterait notamment de plus en plus les mêmes méthodes que CNews dans son traitement de l'information et serait sur le point de devenir un média d'opinion dans la lignée de l'empire médiatique du milliardaire conservateur.
Le 31 juillet 2025, alors qu'il est interrogé par un journaliste de la station pour réagir à l'actualité, le sénateur communiste Ian Brossat épingle Europe 1 sur sa ligne éditoriale et son traitement de l'information, lui reprochant de ne jamais évoquer les propos et actes polémiques de députés d'extrême droite.

## Personnel de la station

### Dirigeants
- 1955 - 1974 : Jean Frydman, cofondateur de la station et de la régie publicitaire[113]
- 1974 - 1981 : Etienne Mougeotte, directeur général de l'antenne
- 1974 - 1996 : Jean-Luc Lagardère (président)
- 1981 - 1986 : Philippe Gildas, directeur général de l'antenne
- 19 juillet 1995 - 12 mars 1996 : Denis Jeambar, directeur général de l'antenne
- 15 juillet 1996 - 8 avril 2005 : Jérôme Bellay, directeur général de l'antenne[114] [source insuffisante]
- 8 avril 2005 - 18 juin 2008 : Jean-Pierre Elkabbach, directeur général de l'antenne [réf. souhaitée]
- 18 juin 2008 - 23 novembre 2010 : Alexandre Bompard, président de la station
- 30 novembre 2010 - 20 avril 2017 : Denis Olivennes, directeur général[115]
- 21 mars 2013 - 12 décembre 2016 : Fabien Namias (directeur général de l'antenne)[43]
- 15 septembre 2016 - 17 juillet 2017 : Nathalie André (directrice des programmes)[116]
- 12 décembre 2016 - 20 juillet 2017 : Richard Lenormand (directeur général de l'antenne)[43]
- 20 avril 2017 - 31 mars 2020 : Arnaud Lagardère (président[117])
- 4 mai 2017 - 22 mai 2018 : Frédéric Schlesinger (vice-président[118])
- 22 mai 2018 - 2 juillet 2019 : Laurent Guimier (vice-président[119])
- Depuis le 21 mai 2019 : Constance Benqué (vice-présidente puis présidente) (en intérim puis titulaire)[120]
- Du 7 janvier 2021 au 20 octobre 2022 : Stéphane Bosc (directeur de l'antenne et des programmes)[121]
- À partir du 20 octobre 2022 : Alain Liberty, directeur de l'antenne[122].

### Équipes à l'antenne
La station Europe 1 emploie sur son antenne plusieurs types de professionnels, parmi eux des animateurs, des journalistes, des chroniqueurs, des consultants, des correspondants à l'étranger, des grands reporters, des humoristes.

#### Animateurs, journalistes, chroniqueurs et consultants actuels
- Didier Barbelivien (2016, 2021-)
- Mathieu Bock-Coté (2021-)
- Nicolas Bouzou (2020-)
- Gérard Carreyrou (1976-1992, 2010-)
- Laurie Cholewa (2021-)
- Michèle Cotta
- Sophie Davant (2023-)
- Pierre de Vilno (2003-)
- Laurence Ferrari (1986-1997, 2021-)
- Céline Géraud (2021-)
- Vincent Hervouët (2017-)
- Christophe Hondelatte (2016-)
- Philippe Legrand (2018-)
- William Leymergie (2006-2008, 2021-)
- Sonia Mabrouk (2013-)
- Laurent Mariotte (2018-)
- Isabelle Morizet (2001-2008, 2012-)
- Catherine Nay (1975-)
- Dimitri Pavlenko (2021-)
- Roland Perez (1996-)
- Pascal Praud (2023-)
- Frédéric Taddéï (2005-2011, 2013-)

#### Anciens animateurs
- Mychèle Abraham (1976-1983)
- Mouloud Achour (2021-2022)
- Aline Afanoukoé (2009-2011)
- Nikos Aliagas (2011-2019)
- Christophe Nicolas (2021)
- Arthur (1992-1996)
- Laurent Baffie (2007-2011)
- Pierre-Louis Basse (1986-2004 puis 2005-2011)
- Christian Barbier (1967-1998)
- Pierre Bellemare (1955-1986)
- Stéphane Bern (1992-1997, 2020-2025)[123]
- Yves Bigot (1973-1990)
- Francis Blanche
- Maurice Biraud (1955-1968)
- Laurence Boccolini (1987-1992, 1996-1997, 2009-2011, 2018)
- Faustine Bollaert (2004-2012)
- Bérénice Bourgueil (2021-2023)[124]
- Denis Brogniart (1991-2006)
- Jean-Claude Brialy
- Daphné Bürki (2017-2018)
- Pascale Clark (1988-1995, 2020-2021)
- Laurent Cabrol (1976-1990, 1992-2021)
- Benjamin Castaldi (2000-2004)
- David Castello-Lopes (2020-2023)
- Michel Cogoni (1959-1969)
- Stéphane Collaro
- Coluche (1978-1979, 1985-1986)
- Olivier Delacroix (2018-2025)
- Jean-Luc Delarue (1987-1995)
- Alexandre Delpérier (2008-2010)
- Michel Denisot (2020-2021)
- François Diwo
- Bruno Donnet (2012-2015, 2017-2018, 2021-2023)
- Michel Drucker (1983-1987, 2008-2013)
- Caroline Dublanche (1999-2018)
- Claude Dufresne
- Raphaël Enthoven (2015-2018)
- Denise Fabre (1976-1978)
- Franck Ferrand (2003-2018)
- Daniel Filipacchi (1955-1968)
- Jean-Pierre Foucault (1967-1969)
- Marc-Olivier Fogiel (2008-2011)
- Micheline Francey
- Jacky Gallois (1983-2016)
- Cyril Hanouna (2013-2016, 2024-2025)
- Yann Hegann (1973-1987)
- Hubert (1963-1982, 1995-1996)
- Christian Jeanpierre (2006-2008)
- Harold Kay (1956-1987)
- Gérard Klein (1972-1976)
- Jean-Yves Lafesse
- Jean-Loup Lafont (1970-1994)
- Michel Lancelot (1968-1972)
- Alexia Laroche-Joubert (2007)
- Marc-Antoine Le Bret (2012-2016, 2021-2022)
- Julie Leclerc (1972-1975, 1976-2021)
- Stéphanie Loire (2021-2023)
- Laurent Luyat (2001-2008)
- Madame Soleil (1970-1993)
- Robert Marcy (1955-1970)
- Sabine Marin (2018-2022)
- Jacques Martin
- Julia Martin (2006-2017)
- Maryse (1967-1996)
- Ariane Massenet (2002-2005, 2011-2012)
- Émilie Mazoyer (2016-2021)
- Jimmy Mohamed (2019-2021)
- Christian Morin (1972-1987)
- Véronique Mounier (2009)
- Nagui (2009-2011)
- Matthieu Noël (2008-2022)
- Anne Perez (1960-1992)
- Sophie Péters (2008-2019)
- Jean-Luc Petitrenaud (1996-2014)
- Jacques Pradel (1997-2010)
- Clémentine Portier-Kaltenbach (2020-2023)
- Isabelle Quenin (2008-2018)
- Lionel Rosso (1996-2005, 2014-2023)
- Jean Roucas (1986-1994)
- Jacques Rouland (1963-1984)
- Jean-Paul Rouland (1955-1986)
- Didier Roustan (2008-2009)
- Anne Roumanoff (2009-2014, 2016-2021)
- Willy Rovelli (2009-2017)
- Marion Ruggieri (2011-2016)
- Alexandre Ruiz (2008-2011)
- Laurent Ruquier (1999-2014)
- Eugène Saccomano (1996-2001)
- Gonzague Saint-Bris (1975-1980)
- Gérard Sire
- Dominique Souchier (1988-2012)
- Alessandra Sublet (2014-2015, 2016-2017)
- Frédéric Taddeï (2005-2011)
- Franck Ténot (1955-1971)
- Thomas Thouroude (2016-2018)
- Marc Toesca (1984-1996)
- Patrick Topaloff (1967-1973)
- Philippe Vandel (2017-2023)
- Julia Vignali (2016-2017, 2021-2025)
- Vonny (1964-1974)
- Robert Willar (1956-1986)
- Jean Yanne
- Karl Zéro (1986, 1999-2000, 2019)

#### Anciens journalistes-présentateurs
- David Abiker (2010-2019)
- Philippe Alfonsi (1973-1980)
- Jean-Michel Aphatie (2015-2016, 2018-2019)
- André Arnaud (1955-1983)
- Laurent Bazin (2004-2005, 2018)
- Matthieu Belliard (2018-2021)
- Julien Besançon (1955-1969)
- Nicolas Beytout (2017-2022)
- Guy Birenbaum (2007-2014)
- Christian Boner (1996-2008)
- Pierre Bonte (1955-1981)
- Bérengère Bonte (1994-2019)
- Wendy Bouchard (2006-2021)
- Julian Bugier (2013-2014, 2020-2021)
- Guillaume Cahour (2001-2004, 2010-2012)
- Marion Calais (2010-2021)
- Yves Calvi (1996-2005)
- Aymeric Caron (2009-2011)
- Arlette Chabot (2011-2016)
- Pierre-Marie Christin (2006-2012)
- Patrick Cohen (2008-2010, 2017-2021)
- Christiane Collange (1970-1977)
- Audrey Crespo-Mara (2018-2019)
- Thierry Dagiral (2016-2022)
- Michaël Darmon (2011-2016, 2018-2021)
- Jean-Claude Dassier (1968-1985)
- Bernard de La Villardière (1996-1998)
- Christophe Delay (1993-2007)
- Nicolas Demorand (2010-2011)
- Jean-Michel Desjeunes (1975-1979)
- Jean-Michel Dhuez (1999-2013)
- Marie Drucker (2008-2010)
- Raphaëlle Duchemin (2017-2020)
- Albert Ducrocq
- Olivier Duhamel (2007-2021)
- André Dumas (d) (1963-2003)
- Valérie Durier (1991-2008)
- Benoît Duquesne (1982-1988, 2007-2008)
- Guillaume Durand (1978-1987, 1999-2004, 2007-2008)
- Jean-Pierre Elkabbach (1983-2016, 2021-2022)
- Myriam Encaoua (2016-2017)
- Nicolas Escoulan (2017)
- Samuel Étienne (2013-2017)
- Régis Faucon (1972-1973)
- Michel Field (1995-2015)
- Didier François (2007-2021)
- Thierry Fréret (1987-2010)
- Jean Gorini
- Michel Grossiord (1983-2016)
- Laurent Guimier (1994-2005, 2011-2014)
- Hélène Jouan (2017-2019)
- Thomas Joubert (2008-2017)
- Georges Leroy (d) (1955-1975)
- Pierre Lescure
- Ivan Levaï (1972-1987)
- Nathalie Levy (2019-2020)
- Elizabeth Martichoux (1991-1999)
- Emmanuel Maubert (2006-2013, 2014-2015)
- Anicet Mbida (2015-2023)
- Isabelle Millet (2009-2021)
- Jean-Marc Morandini (2003-2016)
- Isabelle Moreau (2021-2022)
- Étienne Mougeotte (1968 puis 1974 - 1981)
- Géraldine Muhlmann (2017-2018)
- Fabien Namias (2004-2010 et 2012-2017)
- Robert Namias (1969-1984)
- Jacques Ourévitch (d) (1955-1984)
- Jacques Paoli
- Stéphane Paoli (1969-1993)
- Vincent Parizot (1986-2007)
- Benjamin Petrover (2008-2014)
- Nicolas Poincaré (2011-2018)
- Bernard Poirette (2018-2020)
- Natacha Polony (2012-2017)
- Frédéric Pottecher (1969-1978)
- Olivier de Rincquesen
- Patrick Roger (2011-2016)
- Caroline Roux (2012-2016)
- Eugène Saccomano (1970-2001)
- Nathalie Saint-Cricq (2006-2009)
- Gilles Schneider
- Maurice Siegel (1955-1974)
- Albert Simon (1958-1986)
- Anne Sinclair (2014-2016)
- Thomas Sotto (2013-2017)
- Stéphane Soumier (1987-2005)
- Maxime Switek (2005-2018)
- Guy Thomas
- Bruce Toussaint (2011-2013)
- Charles Villeneuve (1970-1987)
- Benjamin Vincent (2003-2009)
- Géraldine Woessner (d) (2012-2019)
- Edmond Zucchelli (1985-1998)

#### Meneuses de jeu
- Julie Leclerc (1972-1975, 1976-2021)[125]

## Programmation

### Généralités
La programmation d'Europe 1 est dominée par les émissions d'informations, incarnée par trois tranches horaires d'importances en semaine : Europe 1 Matin, entre 7 h et 9 h, Europe 1 13 h entre 13 h et 14 h et Europe 1 Soir entre 19 h et 20 h. La programmation info est complétée par des flashs à chaque début d'heure entre 4h30h et 0h tandis que le week-end, de nombreux magazines comme Les grandes voix, C'est arrivé... ou Europe 1 Soir Week-end abordent les thèmes qui ont dominé l'actualité de la semaine écoulée. De plus, la grille du dimanche est complétée par un Grand Rendez-Vous, désormais emblématique et assuré de 10 h à 11 h en partenariat avec CNews et le quotidien Les Echos.
Des émissions et chroniques de divertissements composent la grille de journée, incarnée par Jean-Luc Lemoine et Stephane Bern. Durant la matinale, l'humoriste Gaspard Proust assure une signature du mardi au jeudi dans la matinale.
Les divers magazines abordent des thématiques variées : actualités, médias, vie quotidienne et santé, histoire, cinéma, musique. La station propose également des émissions d'entrevues abordées sous divers prismes : musique, carrière… Le sport a une importance réduite sur la grille avec une émission d'une heure diffusée du vendredi au dimanche avec Jacques Vendroux : Europe 1 Sport - Le Studio des Légendes

### Évolutions depuis 2008

#### Saison 2023-2024
Malgré le maintien de certains animateurs et journalistes, la grille d'Europe 1 est à nouveau modifiée : Ombline Roche et Alexandre Le Mer restent aux commandes d'Europe 1 Bonjour et Dimitri Pavlenko à celles d'Europe 1 Matin. Ce dernier accueille un nouvel arrivant au sein de son équipe, Olivier de Lagarde, venu de France Info, qui anime la revue de presse, disparue de l'antenne depuis 2019 avec David Abiker.
L'émission Culture Médias reste à l'antenne, mais dans une mouture se voulant plus interactive avec Thomas Isle en remplacement de Philippe Vandel, remercié après 6 ans à l'antenne. Pascal Praud s'installe pour une tranche d'information à la mi-journée nommée Pascal Praud & Vous. Débutant à 11 H, il remplace Mélanie Gomez et Julia Vignali, dont l'émission Bienfait pour vous ! est supprimée. À 13 H, Céline Géraud anime Europe 1 13 H pour faire le point sur l'actualité du jour.
L'après-midi est lui aussi modifié. Si Christophe Hondelatte et Stéphane Bern sont toujours présents, les mauvais résultats d'audience pour l'écoute en direct ou linéaire et le début d'effritement d'audience des podcasts (Christophe Hondelatte a perdu 2 millions d'écoutes en moins d'un an et Stéphane Bern a quitté le Top 20 des émissions les plus écoutées) conduisent leurs émissions à être réduites de moitié. Christophe Hondelatte continue Hondelatte raconte… à 14 H et Stéphane Bern continue l'animation de l'émission Historiquement vôtre ! à 15 H, dans un format remanié. Ces changement se font au profit de Sophie Davant, qui anime Sophie et les copains, une émission de bande avec des invités et des chroniqueurs sur fond de jeu avec les auditeurs.
Europe 1 Sport est annulée après une saison ayant provoqué une chute massive d'audience, l'émission est remplacée par quatre émissions qui se partagent son ancien horaire : La France bouge avec Elisabeth Assayag entre 20 h et 21 h, diffusée entre 13 h et 14 h la saison précédente ; l'émission musicale Hey Joe ! animée Joe Hume, transfuge de la matinale de Oui FM ; Europe 1 Nuit à 22 h ; et la libre antenne de Olivier Delacroix à 22 h 15.
Yann Moix quitte la Libre Antenne du Week-End et est remplacé par Valérie Darmont, ayant assuré ce rôle l'été. Yann Moix est beaucoup critiqué durant la saison précédente à la présentation de la Libre Antenne, certains auditeurs lançant même une pétition pour exiger son départ pour ne pas laisser la parole aux auditeurs, en déviant du concept de libre-antenne, ou en s'infiltrant dans les locaux de Radio France pour tenter d'animer son émission depuis les bureaux d'Adèle Van Reeth, directrice de France Inter.
Le week-end, Julia Vignali reçoit un invité à 8 H 30, malgré la suppression de son émission quotidienne. Isabelle Morizet partage la tranche 13 H -14 H avec Didier Barbelivien, elle garde une heure le samedi pour son entretien Il n'y a pas qu'une vie dans la vie !. Le dimanche, Barbelivien anime Dis moi ce que tu chantes… sur cette case horaire.
Au Coeur de l'Histoire revient à l'antenne, après être passée en format podcasts diffusés exclusivement en ligne pendant 4 ans, à la suite du départ de Frank Ferrand en 2019. Virginie Girod en prend les commandes et assure le retour à l'antenne de 15 H à 16 H le samedi et le dimanche.

### Événementiel
Lorsque l'actualité le nécessite, Europe 1 a recours à une programmation événementielle, laquelle n'est plus soumise aux grilles de programmes. Ces événements, qu'ils soient politiques, économiques, sociétaux, culturels ou sportifs, se retrouvent dans les pages retraçant les chronologies annuelles du média radio.
Par exemple, entre 2017 et 2019, Europe 1 prend part aux événements suivants :
- du 18 au 22 janvier 2017, à l'occasion des vingt ans du Festival de cinéma de l'Alpe d'Huez, Europe 1 délocalise plusieurs émissions avec un grand nombre d'invités[184] ;
- le 20 mars 2017, Europe 1 se mobilise pour mettre en avant la langue française[185] ;
- du 20 au 22 juillet 2018, Europe 1 propose des retransmissions en direct du Festival des Vieilles Charrues, Émilie Mazoyer étant traditionnellement à la tête de ce rendez-vous estival[186],[187] ;
- le 12 avril 2019, Wendy Bouchard anime une émission spéciale en direct du Parc zoologique de Paris afin de célébrer les cinq ans de la réouverture du Zoo de Vincennes[188] ;
- le 16 avril 2019, Europe 1 offre à ses auditeurs une journée spéciale au Bataclan avec des débats animés par des figures emblématiques de la station[189] ;
- le 10 mai 2019, la station célèbre les quarante ans de Crache ton venin, album studio du groupe Téléphone[190].

Depuis la rentrée 2022-2023, la station organise chaque vendredi une programmation dédiée à un thème de l'actualité. Ce thème est traité dans les journaux des rendez-vous d'infos et est analysé en profondeurs dans les émissions de débats (Le club de la presse, Europe 1 Soir, etc.)
À chaque élection, Europe 1 organise une édition spéciale commençant aux environs de 18h. Elle consiste en des séquences de débats, d'interventions de personnalités politiques ou de journalistes et d'annonce de résultats. Les commandes de ces éditions spéciales étaient souvent confiés au « matinalier » de la radio (Thomas Sotto en 2017 pour les présidentielles et les législatives ou encore Bruce Toussaint pour celles de 2012) ou au journaliste animant la tranche de 18 h à 20 h du week-end (Wendy Bouchard en 2020 pour les municipales et en 2021 pour les régionales).
Depuis son rapprochement avec la chaîne d'information en continue CNEWS, Europe 1 co-diffuse les éditions spéciales de la chaîne. En 2022, les deux médias mettent en place un dispositif commun piloté par Laurence Ferrari et avec la participation des journalistes d'Europe 1 et des chroniqueurs et éditorialistes de CNEWS (Matthieu Bock-Côté, Charlotte d'Ornellas). Ces éditions spéciales communes ne sont pas seulement diffusés lors d'élections, mais aussi à l'occasion du 14 juillet.
En 2023, à l'occasion des fêtes de fin d'année, Europe 1 décide de bouleverser deux fois sa grille des programmes en proposant des soirées spéciales. Ainsi, le 24 décembre à 22h15, Sophie Davant propose le programme Il était une voix, compilation de récits racontés par les grandes voix de la station (Dimitri Pavlenko, Sonia Mabrouk, Stéphane Bern, Pierre de Vilno, etc.). Puis, le 31 décembre au soir, Anissa Haddadi (meneuse de jeu de la matinée sur Europe 1) et Clément Lanoue (matinalier d'Europe 2) animaient l'émission Le club du 31 revevant les figures phares de la station à l'occasion d'un réveillon.

## Activités connexes

### Récompenses décernées
- Depuis 1961, la Bourse Lauga-Delmas est un concours organisé par Europe 1 pour distinguer les meilleurs étudiants en dernière année d'école de journalisme.
- Le 12 décembre 2016, la station lance « Les Trophées de l'Avenir Europe 1 » afin de récompenser celles et ceux qui participent activement à la construction d’une société durable et harmonieuse[192].

### Partenariats
- Les 12 et 13 mai 2017, Europe 1 est partenaire de l'Eurovision 2017 et a diffusé plusieurs émissions en direct de Kiev[193].
- Du 28 au 30 juin 2017, Europe 1 est partenaire de la 7e édition du Marrakech du rire, animant ses émissions depuis le festival[194].
- Du 22 au 24 juin 2018, Europe 1 s'est associée à l'événement Solidays, le plus grand festival francilien[195].
- En 2021, Europe 1 est partenaire du festival de Cannes, grâce à son rapprochement avec le groupe Canal+. Les cérémonies d'ouverture et de clôture de la 74e édition étaient diffusées et commentées en direct par les équipes de la station, notamment le critique cinéma Matthieu Charrier. Cependant, le groupe Canal+ a perdu les droits de diffusion du festival de Cannes la même année[196] au profit du groupe France Télévisions et de la plateforme Brut, Europe 1 n'a donc plus diffusé la cérémonie depuis.
- Europe 1 est partenaire de la Cérémonie des César depuis 2022. La station diffuse la cérémonie en direct et propose une soirée spéciale commentée par les experts culturels d'Europe 1 et de CNEWS.
- Depuis 2023, Europe 1 est partenaire de CannesSéries et a diffusé plusieurs reportages, interviews et extraits traitant de la cérémonie dans ses journaux et ses émissions.

### Autres activités
- Depuis 2014, la station participe à la Semaine de la Presse et des Médias organisée par le Centre de liaison de l'enseignement et des médias d'information[197].
- À partir du 30 janvier 2017, en cette année électorale, Europe 1 part à la rencontre des Français en affrétant un bus[198].
- Le 31 mars 2019, Europe 1 vend aux enchères à l'hôtel Drouot 3 500 vinyles issus de sa discothèque comprenant 70 000 disques[199].

## Diffusion

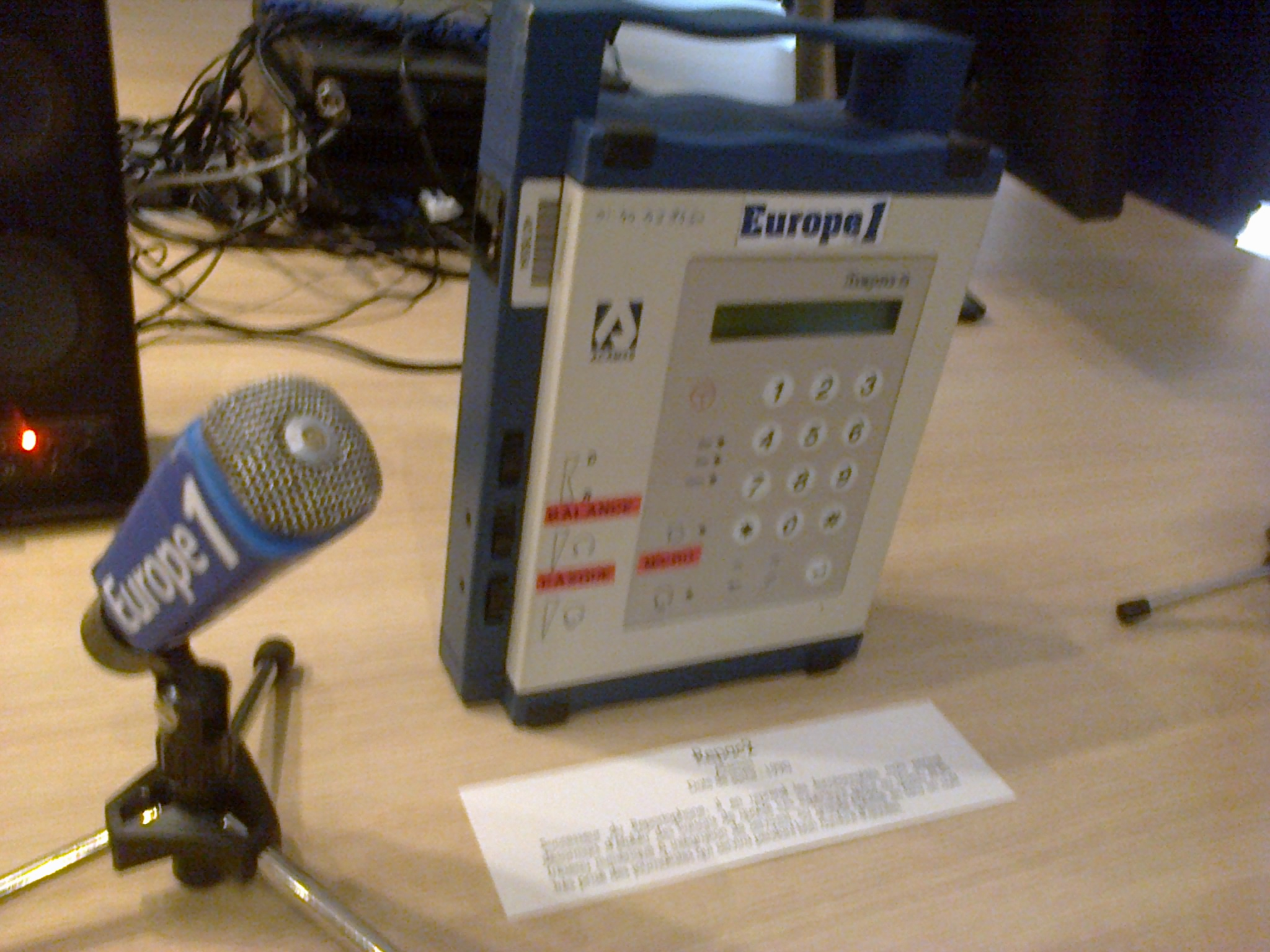
Matériel d'enregistrement et micro Europe 1 exposés lors des journées du patrimoine en 2014.

Pour transmettre ses programmes, Europe 1 utilise la FM, le satellite, le DAB+, l'internet, etc.

### Grandes ondes (GO) (inactif)
Entre 1955 et 2019, Europe 1 est diffusée en grandes ondes (GO) sur 183 kHz par l'émetteur de Felsberg situé près de Sarrelouis en Sarre, de 4 heures du matin à 1 h 5 avec une puissance de 1 500 kW. Elle peut alors être captée dans les 3/4 de la France, en Belgique, au Luxembourg, aux Pays-Bas, en Angleterre, en Suisse, dans une grande partie de l'Allemagne, en Autriche et au Maghreb.
Le 31 décembre 2019 à 23 h 28, l'émetteur ondes longues historique est coupé après 64 ans d'émission.

### Modulation de fréquence (FM)
Europe 1 dispose d'une couverture FM quasiment nationale en France et, par débordement, dans quelques régions frontalières de pays limitrophes comme la Belgique, le Luxembourg, la Suisse. Elle est la seule radio nationale privée à avoir une fréquence dans toutes les préfectures françaises.
Depuis le mois de juin 2015 les émetteurs d’Europe 1 en bande FM diffusent désormais en stéréo, dans la région parisienne et qui s'est généralisé quelques mois plus tard dans tout le territoire national. Pour rappel, en 1996, Europe 1, qui voit alors son audience baisser, s’oriente vers un contenu plus axé info, débats et interactivité avec les auditeurs, en supprimant les émissions musicales et de divertissement, sur décision du nouveau dirigeant de la station de l’époque, Jérôme Bellay. La stéréo, de fait, disparaît au profit de la mono[source détournée]. Dès 2023, Europe 1 émet de nouveau en mono.

### Reprises
Europe 1 est reprise partiellement en France d'outre-mer et en Belgique par les radios suivantes :
- À la Guadeloupe et la Martinique par Radio Caraïbes International jusqu'en juin 2022 (remplacée par RTL depuis le 1er juillet 2022)[202],[203].
- À La Réunion par Radio Freedom
- À Tahiti sur Radio 1[204]
- En Nouvelle-Calédonie sur Radio Rythme Bleu[205]
- En Belgique sur feu Twizz[206]

### Satellite
- En clair sur le bouquet radio de Canalsat, Numéricable (Europe et Afrique du Nord) (fréquence 12 363 GHz[207]) ;
- En clair sur le satellite Eutelsat 5 West A (ex-Atlantic Bird 3 sur le bouquet Fransat) ;
- Sur le bouquet payant Worldspace sur le faisceau ouest, distribué par le bouquet Afristar. Ce satellite couvre une zone ovale s'étendant au nord de l'Allemagne du Nord à la Roumanie et depuis le sud du Gabon jusqu'à l’Égypte.

### Radio Numérique Terrestre (DAB+)
Europe 1 est diffusé en DAB+ sur l'axe Paris-Marseille (A6 et A7) depuis le 12 octobre 2021 sur le multiplex métropolitain no 2.

### Télévision
Certaines des émissions de la station ont bénéficié d'une adaptation à la télévision, des événements sont aussi diffusés en simultané :
- C'est quoi ce bordel ? à partir d'octobre 2009 est diffusée, tous les jeudis soir sur Virgin 17[209].
- On va s'gêner de Laurent Ruquier, dès début 2010 est diffusée mensuellement sur France 4, mais en décembre 2010 l'émission est supprimée par la direction de France Télévisions, qui ne souhaite pas qu'un animateur soit présent sur plusieurs chaines du groupe[210].
- Taratata animé par Nagui sur France 2 en simultané sur Europe 1 jusqu'au 12 juillet 2013, tous les vendredis soir.
- Depuis le 30 août 2021, l’émission de télévision Punchline qui est diffusée depuis 2017 sur CNEWS (précédemment sur D8) et est animée par Laurence Ferrari ; est diffusée à la radio sur Europe 1. L’émission est exclusive à CNEWS de 17 h à 18 h, simultanée sur les deux antennes de 18 h à 19 h et exclusive à Europe 1 de 19 h à 20 h[211].
- En novembre 2021, Cnews est partenaire d'Europe 1 pour assurer le débat consacré à la primaire de la droite (Les Républicains) en vue de l'élection présidentielle de 2022.
- Le 25 février 2022, Europe 1 s'associe à Canal+ pour retransmettre la 47e cérémonie des César.

### Podcasts
Les podcasts de la station sont parmi les plus écoutés de France : ils totalisent près de 17 millions d'écoutes tous les mois. Trois de ces podcasts sont présents dans le Top 30 de Médiamétrie : il s'agit d'« Hondelatte raconte », premier podcast de récit en France avec plus de 10 millions d'écoutes mensuelles, d'« Historiquement vôtre » et d'« Au cœur de l'histoire », seul podcast original (non-diffusé à l'antenne) présent dans ce Top 30.
Europe 1 Studio est le label de podcasts natifs d'Europe 1.

#### Créations originales
- Le 25 avril 2019, la station lance la série originale En route avec en partenariat avec Peugeot[213], ce podcast est présenté par Pierre de Vilno
- Le 2 mai 2019, Europe 1 lance L’Envol, le podcast sur le changement de vie[214].
- Le 28 mai 2019, à l'occasion de la Coupe du monde féminine de football, la station lance Les attaquantes, podcast ayant pour thème les femmes qui font carrière dans le football[215].

#### Collaboration avec des marques
Europe 1 développe des podcast pour d'autres médias, notamment Paris Match Stories, Le Profil de l'Emploi avec LinkedIn ou encore « les petits podcasts » avec Kinder.

### Internet
Le site internet et l'application Europe1 permettent d'écouter en streaming (en direct) et proposent de nombreux podcasts gratuits. Le site Europe1.fr est le premier site de radio privé en France et rassemble chaque mois près de 17 millions de visites.
Europe 1 se lance également sur de nouvelles plateformes :
- Sur YouTube, la station propose une très grande partie de ses replays. Sa chaîne Youtube est la plus influente de tous les médias et totalise des dizaines de millions de vues[217].
- Sur TikTok, Europe 1 s'est lancée le plus tardivement (le 10 février 2022) et propose un dispositif spécial à l'occasion des élections présidentielles de 2022: le chef du service politique, Louis de Raguenel et Océane Thréard, lauréate de la Bourse Lauga-Delmas, répondent aux questions posées en commentaires. Ces vidéos totaliseraient des millions de vues.
- Sur Snapchat, la radio propose un rendez-vous hebdomadaire concernant la santé, nommé Va voir le docteur, un médecin souvent entendu à l'antenne répond à une question de santé[218].
- Sur Instagram, la chaîne propose le replay de certaines de ces chroniques, telles que Le billet de Gaspard Proust, ou encore Pascal Praud & Vous. La radio utilise également le réseau social pour communiquer: ainsi, elle propose aux abonnés de découvrir en avant-première l'invité de ses émissions ou encore d'en savoir plus sur l'audience de la radio ou des grands rendez-vous à venir.

## Audience

### Bilan
|      | Janvier - Février - Mars | Avril - Mai - Juin | Juillet - Août | Septembre - Octobre | Novembre - Décembre | Moyenne annuelle cumulée/ PDA |
| ---- | ------------------------ | ------------------ | -------------- | ------------------- | ------------------- | ----------------------------- |
| 2010 | 5260 / 9,0%              | 4500 / 7,7%        | 4300 / 8,2%    | 5100 / 8,1%         | 4600 / 7,4%         | 4752 / 8,1%                   |
| 2011 | 4765 / 7,6 %             | 4555 / 7,3 %       | 3665 / 6,6 %   | 4660 / 7,8 %        | 4922 / 7,6 %        | 4513 / 7,3 %                  |
| 2012 | 4720 / 9 %               | 4580 / 7,4 %       | 3790           | 4685                | 4793 / 7,6 %        | 4514 / 7,7 %                  |
| 2013 | 4492 / 7,1 %             | 4756 / 7,3 %       | 4390 / 7,7 %   | 4862 / 7,8 %        | 4967 / 8,6 %        | 4693 / 7,7 %                  |
| 2014 | 4936 / 8,1 %             | 4617 / 8,2 %       | 4300 / 7,4 %   | 4800 / 7,5 %        | 4555 / 7,2 %        | 4642 / 7,7 %                  |
| 2015 | 4900 / 7,5 %             | 4700 / 7,6 %       | 4000 / 7,8 %   | 4585 / 7,2 %        | 4852 / 7,4 %        | 4607 / 7,5 %                  |
| 2016 | 4454 / 6,8 %             | 4084 / 7 %         | 3600 / 6,5 %   | 4346 / 6,6 %        | 4373 / 6,6 %        | 4171 / 6,7 %                  |
| 2017 | 4161 / 6,2 %             | 3836 / 6,1 %       | 3900 / 6 %     | 3891 / 5,6 %        | 3567 / 5,1 %        | 3871 / 5,8 %                  |
| 2018 | 3682 / 5,3 %             | 3503 / 5,3 %       | 2980 / 4,2 %   | 3 381 / 4,8 %       | 3236 / 4,7 %        | 3356 / 4,9 %                  |
| 2019 | 3204 / 4,5 %             | 2734 / 3,9 %       | 2513 / 4,1 %   | 2813 / 4,1 %        | 3241 / 4,5 %        | 2901 / 4,2 %                  |
| 2020 | 2953 / 4,5 %             | 2429 / 4,0 %       | 2 320 / 3,4 %  | 2 655 / 4,1 %       | 2 727 / 3,9 %       | 2617 / 4 %                    |
| 2021 | 2 800 / 4,5 %            | 2 370 / 4,7 %      | 2 401 / 4,3 %  | 2 420 / 3,7 %       | 2 280 / 3,4 %       | 2 424 / 4,1 %                 |
| 2022 | 2 172 / 3,9 %            | 2 125 / 3,3 %      | 1 817 / 3,3 %  | 2 058 / 3,7 %       | 2 010 / 2,9 %       | 2 055 / 3,5 %                 |
| 2023 | 2 164 / 3,2%             | 1 963 / 3,2%       | Pas de mesure  | 2 140 / 3,3%        | 2 244 / 3,4%        | 2 128 / 3,3%                  |

### Commentaires et analyses

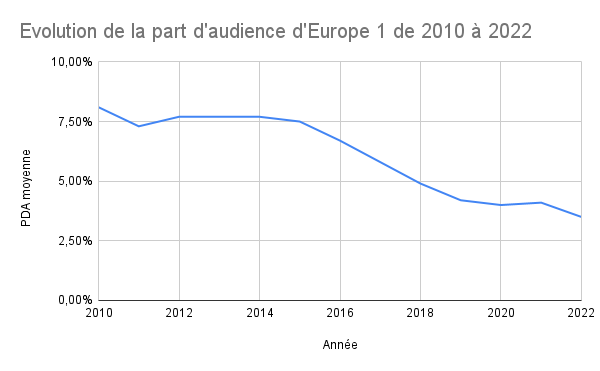
Évolution de l'audience d'Europe 1 entre 2010 et 2022.

Alors qu'Europe 1 dépasse en novembre 2008 le cap des 5 millions d'auditeurs par jour, le sondage Médiamétrie pour la période novembre-décembre 2016 indique que la station est écoutée par 4,7 millions d'auditeurs. Ce sondage indique qu'Europe 1 est, pour la première fois de son histoire, dépassée par Franceinfo et égalée par RMC en termes d'audience cumulée, la radio étant désormais derrière RTL, France Inter, NRJ, France Info et RMC.
En 2017, la station est écoutée par plus de 4,2 millions d'auditeurs en audience cumulée chaque jour. Sur la période janvier-mars 2019, avec 5,9 % d'audience cumulée et 3,2 millions d'auditeurs quotidiens, Europe 1 est au niveau de Nostalgie et Skyrock.
Pour la période d'avril à juin 2019, Europe 1 est écoutée par 2,7 millions de Français : elle a perdu près d'un million d'auditeurs en une année. Elle se retrouve derrière France Inter, RTL, NRJ, France Info, RMC, Skyrock, France Bleu et Nostalgie. En comparaison, à son niveau le plus haut, la station est écoutée par 5,5 millions de personnes en novembre-décembre 2000.
Europe 1 signe sa plus faible performance historique sur la période de juillet et août 2022. Elle est écoutée par 1,8 million de Français.
Le 16 novembre 2023, Médiamétrie publie les résultats d'audience de la rentrée 2023-2024 avec une première hausse d'audience pour Europe 1 depuis son niveau le plus bas enregistré à l'été 2022. Elle est écoutée par 2,1 millions d'auditeurs. Cette hausse est confirmée lors de la publication du 11 janvier 2024. La station revient à une audience cumulée de 4 %, c'est-à-dire 0,4 point de plus qu'un an auparavant.

## Paroles du CSA et de la CNIL, polémiques diverses
En 2011, le CSA met en demeure Europe 1 pour défaut d'information sur le coût de son numéro surtaxé.
En 2015, le CSA met en demeure Europe 1 et 12 autres médias pour « manquements graves » relatifs à leur couverture médiatique des attentats du mois de janvier.
Le 19 avril 2018, Europe 1 est mise en demeure par le CSA pour des propos tenus dans l'émission Village Médias de Philippe Vandel, propos qualifiés de « stéréotypes stigmatisants », après la diffusion des propos d'Éric Zemmour au sujet d'Omar Sy : « Ici même, Omar Sy a demandé à ce qu'on ne m'invite plus nulle part et il m'a traité de criminel. Je voudrais seulement lui signaler, qu'un criminel, c'est quelqu'un qui commet un crime » a-t-il d'abord lancé avant de poursuivre : «Je sais bien qu'entre Trappes et Hollywood il n'a pas eu le temps d'apprendre la langue française, je tiens à le dire ».

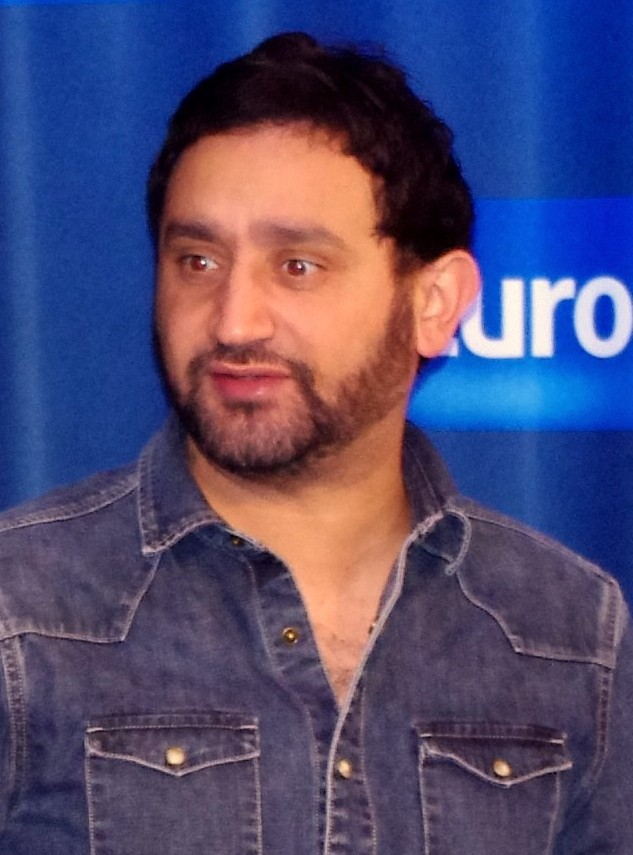
Cyril Hanouna, dix ans avant les dérapages de 2024.

En février 2019, la CNIL a adressé un avertissement à Europe 1 pour un « fichage » d'auditeurs. Dans un tweet, le vice-président d'Europe 1 Laurent Guimier estime que « ce sont des pratiques honteuses de fichage des auditeurs d’Europe 1… C'est dans le respect de nos auditeurs que nous dessinons chaque jour l'avenir d'Europe 1 ».
Le journal en ligne Mediapart souligne, dans une enquête publiée en avril 2019, les contradictions de la politique salariale d’Europe 1 : d’un côté, des réductions budgétaires pour les salariés et pigistes ; et de l’autre, des contrats aux montants très élevés pour ses animateurs (avec des salaires moyens de 15 513 euros en 2015).
L'Arcom (ex-CSA) appelle en juin 2024 Europe 1 à respecter le pluralisme dans l'émission On marche sur la tête animée par Cyril Hanouna. Celui-ci ayant reçu majoritairement des personnalités politiques d’extrême droite, durant la campagne des élections législatives de 2024. À l'inverse, l'alliance de gauche du Nouveau Front populaire est particulièrement critiquée par les chroniqueurs de l’émission. L’animateur — coutumier des polémiques, — dénonce un « deux poids, deux mesures » de la part de l'Arcom,.